# Maruina pebeta
Maruina pebeta är en tvåvingeart som beskrevs av Ibanez-bernal 1994. Maruina pebeta ingår i släktet Maruina och familjen fjärilsmyggor. Inga underarter finns listade i Catalogue of Life.